# Edmond Tapsoba
Edmond Fayçal Tapsoba (Ouagadougou, 2 februari 1999) is een Burkinees voetballer die doorgaans speelt als centrale verdediger. In januari 2020 verruilde hij Vitória Guimarães voor Bayer Leverkusen. Tapsoba maakte in 2016 zijn debuut in het Burkinees voetbalelftal.

## Clubcarrière
Tapsoba speelde in de jeugd van Salitas en brak door bij US Ouagadougou. In 2017 werd de verdediger overgenomen door het Portugese Leixões, dat hem een jaar later liet vertrekken naar Vitória Guimarães. Hier bracht hij eerst een jaar door in het tweede elftal, waarvoor hij dertig wedstrijden speelde en zeven doelpunten maakte, alvorens hij in de zomer van 2019 overgeheveld werd naar het eerste team. Op 18 augustus maakte hij zijn debuut in de Primeira Liga, tegen Boavista. Davidson opende de score namens Vitória, waarna Lucas Tagliapietra in de blessuretijd tekende voor de eindstand: 1–1. Tapsoba startte in de basis en speelde het volledige duel mee. De Burkinees maakte zijn eerste doelpunt op 14 september, toen hij Vitória tegen CD Aves op een 2–1 voorsprong zette vijf minuten voor rust. Uiteindelijk liep de thuisploeg uit naar 5–1. Hij speelde een half jaar in het eerste en kwam daarin tot 31 wedstrijden. Hij scoorde daarin acht doelpunten.
Tapsoba maakte in januari 2020 voor circa achttien miljoen euro de overstap naar Bayer Leverkusen, waar hij zijn handtekening zette onder een verbintenis voor de duur van vijfenhalf jaar. Op 8 februari maakte hij zijn debuut voor Bayer Leverkusen in de competitiewedstrijd tegen Borussia Dortmund. Hij stond in de basis en won met 4–3. Op 4 juli stond hij met Bayer in de finale van de DFB-Pokal, die door Bayern München met 4–2 gewonnen werd.
Op 21 februari 2021 maakte hij zijn eerste doelpunt voor Bayer Leverkusen. In de uitwedstrijd tegen FC Augsburg redde hij in de vierennegentigste minuut een punt op aangeven van Demarai Gray. Tapsoba miste het eerste deel van het seizoen 2021/22 vanwege een gescheurde enkelband. Op 17 oktober speelde hij tegen Bayern München zijn eerste wedstrijd in vijf maanden. Op 4 december scoorde hij de tweede treffer in een 7–1 overwinning op Greuther Fürth. Na drie seizoenen in de UEFA Europa League maakte Tapsoba op 13 september 2022 tegen Atlético Madrid zijn debuut in de UEFA Champions League. Hij won die wedstrijd met 2–0. Toch werd Bayer Leverkusen derde in een poule met verder FC Porto en Club Brugge. Daardoor ging het verder in de Europa League, waarin het in de halve finale werd uitgeschakeld door AS Roma. 
Op 12 augustus 2023 scoorde Tapsoba in de eerste wedstrijd van het seizoen 2023/24 in de bekerwedstrijd tegen Teutonia Osnabrück, die met 8–0 gewonnen werd. In september 2023 werd zijn contract opengebroken en met twee seizoenen verlengd tot medio 2028. Op 14 april won hij met Bayer de eerste landstitel in de clubgeschiedenis door Werder Bremen met 5–0 te verslaan.

## Clubstatistieken
| Seizoen | Club                | Competitie    | Competitie | Competitie | Beker | Beker | Internationaal | Internationaal | Totaal | Totaal |
| Seizoen | Club                | Competitie    | Wed.       | Dlp.       | Wed.  | Dlp.  | Wed.           | Dlp.           | Wed.   | Dlp.   |
| ------- | ------------------- | ------------- | ---------- | ---------- | ----- | ----- | -------------- | -------------- | ------ | ------ |
| 2018/19 | Vitória Guimarães B | Segunda Liga  | 30         | 7          | —     | —     | —              | —              | 30     | 7      |
| 2019/20 | Vitória Guimarães   | Primeira Liga | 16         | 4          | 4     | 1     | 11             | 3              | 31     | 8      |
| 2019/20 | Bayer Leverkusen    | Bundesliga    | 14         | 0          | 3     | 0     | 5              | 0              | 22     | 0      |
| 2020/21 | Bayer Leverkusen    | Bundesliga    | 31         | 1          | 3     | 1     | 5              | 0              | 39     | 2      |
| 2021/22 | Bayer Leverkusen    | Bundesliga    | 22         | 1          | 1     | 0     | 6              | 0              | 29     | 1      |
| 2022/23 | Bayer Leverkusen    | Bundesliga    | 33         | 1          | 1     | 0     | 13             | 1              | 47     | 2      |
| 2023/24 | Bayer Leverkusen    | Bundesliga    | 28         | 0          | 6     | 1     | 12             | 2              | 46     | 3      |
| 2024/25 | Bayer Leverkusen    | Bundesliga    | 26         | 0          | 5     | 0     | 9              | 0              | 40     | 0      |
| Totaal  | Totaal              | Totaal        | 200        | 14         | 23    | 3     | 61             | 6              | 284    | 23     |

Bijgewerkt op 1 mei 2025.

## Interlandcarrière
Tapsoba maakte zijn debuut in het Burkinees voetbalelftal op 24 augustus 2016, toen met 1–0 verloren werd van Oezbekistan door een doelpunt van Jegor Krimets. Lang moest van bondscoach Paulo Duarte in de basis beginnen en hij speelde het gehele duel. De andere debutanten dit duel waren Ismaël Zagrè Hermann Kayéndé, Ismaël Lingani (allen KOZAF Ouagadougou), Aimé Zongo, Cheick Guigma, Hassimi Barry, Armand Ouédraogo (allen eveneens US Ouagadougou), Abdoul Karim Baguian (Majestic SC), Bagbéma Barro (Salitas Ouagadougou), Razack Bénin (Rail Club Kadiogo), Sibiri Sanou, Amadou Touré (beiden AJEB Bobo-Dioulasso) en Hamed Sawadogo (Santos FC). Op 19 november 2022 kwam Tapsoba voor het eerst tot scoren, tijdens zijn drieëndertigste interland. Uit bij Ivoorkust opende teamgenoot Dango Ouattara de score, waarna Ibrahim Sangaré gelijkmaakte. Drie minuten voor rust benutte Tapsoba een strafschop, waardoor Burkina Faso met 1–2 won.
| Interlands van Edmond Tapsoba voor Burkina Faso | Interlands van Edmond Tapsoba voor Burkina Faso | Interlands van Edmond Tapsoba voor Burkina Faso | Interlands van Edmond Tapsoba voor Burkina Faso | Interlands van Edmond Tapsoba voor Burkina Faso | Interlands van Edmond Tapsoba voor Burkina Faso |
| №                                               | Datum                                           | Wedstrijd                                       | Uitslag                                         | Competitie                                      | Goals                                           |
| Als speler bij US Ouagadougou                   | Als speler bij US Ouagadougou                   | Als speler bij US Ouagadougou                   | Als speler bij US Ouagadougou                   | Als speler bij US Ouagadougou                   | Als speler bij US Ouagadougou                   |
| ----------------------------------------------- | ----------------------------------------------- | ----------------------------------------------- | ----------------------------------------------- | ----------------------------------------------- | ----------------------------------------------- |
| 1                                               | 24 augustus 2016                                | Oezbekistan – Burkina Faso                      | 1 – 0                                           | Vriendschappelijk                               |                                                 |
| 2                                               | 21 mei 2017                                     | Benin – Burkina Faso                            | 2 – 2                                           | Vriendschappelijk                               |                                                 |
| 3                                               | 2 juni 2017                                     | Chili – Burkina Faso                            | 3 – 0                                           | Vriendschappelijk                               |                                                 |
| Als speler bij Vitória Guimarães                |                                                 |                                                 |                                                 |                                                 |                                                 |
| 4                                               | 9 juni 2019                                     | Congo-Kinshasa – Burkina Faso                   | 0 – 0                                           | Vriendschappelijk                               |                                                 |
| 5                                               | 12 juni 2019                                    | Congo-Kinshasa – Burkina Faso                   | 0 – 0                                           | Vriendschappelijk                               |                                                 |
| 6                                               | 6 september 2019                                | Marokko – Burkina Faso                          | 1 – 1                                           | Vriendschappelijk                               |                                                 |
| 7                                               | 13 november 2019                                | Burkina Faso – Oeganda                          | 0 – 0                                           | AK 2021 kwalificatie                            |                                                 |
| 8                                               | 17 november 2019                                | Zuid-Soedan – Burkina Faso                      | 1 – 2                                           | AK 2021 kwalificatie                            |                                                 |
| Als speler bij Bayer Leverkusen                 |                                                 |                                                 |                                                 |                                                 |                                                 |
| 9                                               | 9 oktober 2020                                  | Burkina Faso − Congo-Kinshasa                   | 3 – 0                                           | Vriendschappelijk                               |                                                 |
| 10                                              | 12 oktober 2020                                 | Burkina Faso − Madagaskar                       | 2 – 1                                           | Vriendschappelijk                               |                                                 |
| 11                                              | 12 november 2020                                | Burkina Faso − Malawi                           | 3 – 1                                           | AK 2021 kwalificatie                            |                                                 |
| 12                                              | 16 november 2020                                | Malawi − Burkina Faso                           | 0 – 0                                           | AK 2021 kwalificatie                            |                                                 |
| 13                                              | 24 maart 2021                                   | Oeganda − Burkina Faso                          | 0 – 0                                           | AK 2021 kwalificatie                            |                                                 |
| 14                                              | 29 maart 2021                                   | Burkina Faso − Zuid-Soedan                      | 1 – 0                                           | AK 2021 kwalificatie                            |                                                 |
| 15                                              | 5 juni 2021                                     | Ivoorkust − Burkina Faso                        | 2 – 1                                           | Vriendschappelijk                               |                                                 |
| 16                                              | 12 juni 2021                                    | Marokko − Burkina Faso                          | 1 – 0                                           | Vriendschappelijk                               |                                                 |
| 17                                              | 12 november 2021                                | Burkina Faso − Niger                            | 1 – 1                                           | WK 2022 kwalificatie                            |                                                 |
| 18                                              | 16 november 2021                                | Algerije − Burkina Faso                         | 2 – 2                                           | WK 2022 kwalificatie                            |                                                 |
| 19                                              | 30 december 2021                                | Mauritanië − Burkina Faso                       | 0 – 0                                           | Vriendschappelijk                               |                                                 |
| 20                                              | 2 januari 2022                                  | Burkina Faso − Gabon                            | 3 – 0                                           | Vriendschappelijk                               |                                                 |
| 21                                              | 13 januari 2022                                 | Kaapverdië − Burkina Faso                       | 0 – 1                                           | AK 2021                                         |                                                 |
| 22                                              | 17 januari 2022                                 | Burkina Faso − Ethiopië                         | 1 – 1                                           | AK 2021                                         |                                                 |
| 23                                              | 23 januari 2022                                 | Burkina Faso − Gabon                            | 1 – 1 (7 – 6 n.s.)                              | AK 2021                                         |                                                 |
| 24                                              | 29 januari 2022                                 | Burkina Faso − Tunesië                          | 1 – 0                                           | AK 2021                                         |                                                 |
| 25                                              | 2 februari 2022                                 | Burkina Faso − Senegal                          | 1 – 3                                           | AK 2021                                         |                                                 |
| 26                                              | 6 februari 2022                                 | Kameroen − Burkina Faso                         | 3 – 3 (5 – 3 n.s.)                              | AK 2021                                         |                                                 |
| 27                                              | 24 maart 2022                                   | Kosovo − Burkina Faso                           | 5 – 0                                           | Vriendschappelijk                               |                                                 |
| 28                                              | 29 maart 2022                                   | België − Burkina Faso                           | 3 – 0                                           | Vriendschappelijk                               |                                                 |
| 29                                              | 3 juni 2022                                     | Burkina Faso − Kaapverdië                       | 2 – 0                                           | AK 2023 kwalificatie                            |                                                 |
| 30                                              | 7 juni 2022                                     | Swaziland − Burkina Faso                        | 1 – 3                                           | AK 2023 kwalificatie                            |                                                 |
| 31                                              | 23 september 2022                               | Congo-Kinshasa − Burkina Faso                   | 0 – 1                                           | Vriendschappelijk                               |                                                 |
| 32                                              | 27 september 2022                               | Burkina Faso − Comoren                          | 2 – 1                                           | Vriendschappelijk                               |                                                 |
| 33                                              | 19 november 2022                                | Ivoorkust − Burkina Faso                        | 1 – 2                                           | Vriendschappelijk                               | 42' (pen.)                                      |
| 34                                              | 24 maart 2023                                   | Burkina Faso − Togo                             | 1 – 0                                           | AK 2023 kwalificatie                            |                                                 |
| 35                                              | 28 maart 2023                                   | Togo − Burkina Faso                             | 1 – 1                                           | AK 2023 kwalificatie                            |                                                 |
| 36                                              | 18 juni 2023                                    | Kaapverdië − Burkina Faso                       | 3 – 1                                           | AK 2023 kwalificatie                            |                                                 |
| 37                                              | 12 september 2023                               | Marokko − Burkina Faso                          | 1 – 0                                           | Vriendschappelijk                               |                                                 |
| 38                                              | 21 november 2023                                | Ethiopië − Burkina Faso                         | 0 – 3                                           | WK 2026 kwalificatie                            |                                                 |
| 39                                              | 10 januari 2024                                 | Congo-Kinshasa − Burkina Faso                   | 1 – 2                                           | Vriendschappelijk                               |                                                 |
| 40                                              | 16 januari 2024                                 | Burkina Faso − Mauritanië                       | 1 – 0                                           | AK 2023                                         |                                                 |
| 41                                              | 20 januari 2024                                 | Algerije − Burkina Faso                         | 2 – 2                                           | AK 2023                                         |                                                 |
| 42                                              | 23 januari 2024                                 | Angola − Burkina Faso                           | 2 – 0                                           | AK 2023                                         |                                                 |
| 43                                              | 30 januari 2024                                 | Mali − Burkina Faso                             | 2 – 1                                           | AK 2023                                         |                                                 |
| 44                                              | 22 maart 2024                                   | Burkina Faso − Libië                            | 1 – 2                                           | Vriendschappelijk                               |                                                 |
| 45                                              | 6 juni 2024                                     | Egypte − Burkina Faso                           | 2 – 1                                           | WK 2026 kwalificatie                            |                                                 |
| 46                                              | 10 juni 2024                                    | Burkina Faso − Sierra Leone                     | 2 – 2                                           | WK 2026 kwalificatie                            |                                                 |
| 47                                              | 6 september 2024                                | Senegal − Burkina Faso                          | 1 – 1                                           | AK 2025 kwalificatie                            |                                                 |
| 48                                              | 10 september 2024                               | Burkina Faso − Malawi                           | 3 – 1                                           | AK 2025 kwalificatie                            |                                                 |
| 49                                              | 10 oktober 2024                                 | Burkina Faso − Burundi                          | 4 – 1                                           | AK 2025 kwalificatie                            |                                                 |
| 50                                              | 13 oktober 2024                                 | Burundi − Burkina Faso                          | 0 – 2                                           | AK 2025 kwalificatie                            |                                                 |
| 51                                              | 14 november 2024                                | Burkina Faso − Senegal                          | 0 – 1                                           | AK 2025 kwalificatie                            |                                                 |

Bijgewerkt op 1 mei 2025.

## Erelijst
| Bundesliga   | 1 | 2023/24 |
| DFB-Pokal    | 1 | 2023/24 |
| DFL-Supercup | 1 | 2024    |